# South Patrick Shores, Florida
South Patrick Shores är en ort (CDP) i Brevard County, i delstaten Florida, USA. Enligt United States Census Bureau har orten en folkmängd på 5 875 invånare (2010) och en landarea på 3,7 km².